# Jorge Machado (carateca)
Jorge Emanuel Oliveira Machado (Santo Tirso, 17 de maio de 1986). É um ex-atleta de karate, disciplina de kumite (combate). Atualmente atua como treinador na Federação Nacional de Karate – Portugal e Embaixador para a ética no desporto no âmbito do PNED e IPDJ.

## Biografia
Jorge Machado, atleta de renome de Santo Tirso, natural de Caldas de Vizela e nascido na cidade berço, Guimarães, a 17 de maio de 1986, residente em Vila das Aves desde a sua infância, é o atleta do concelho com mais títulos de campeão nacional.
Iniciou-se na modalidade de karate em 96, tendo anteriormente passado pelo futebol, no Clube Desportivo das Aves e atletismo, na Associação de Moradores do Complexo Habitacional de Ringe.

## Carreira Desportiva
Jorge Machado apresenta um percurso distinto na modalidade, do qual podemos destacar o facto de ser cinturão negro de karate Shotokan, campeão nacional de combate por 14 vezes, vencedor do open de Portugal, por duas vezes, e vencedor de inúmeros torneios e competições nacionais. Foi ainda campeão nacional universitário e múltiplas vezes campeão regional.
Foi membro da seleção nacional entre os anos de 2003 e 2012 (ano em que abandonou a carreira desportiva).
A nível internacional, destacam-se os seguintes resultados:
- 14º no Ranking Mundial da WKF em -67 (2011)[10]
- 5º Lugar no Campeonato do Mundo (2003)[11]
- 7º Lugar no Campeonato da Europa Universitário (2007)[12]
- 7º Lugar no Campeonato da Europa (2011[13] e 2012)
- 9º Lugar no Campeonato do Mundo (2012)[14]
- Medalha de Bronze Golden League Itália (2011)[15]
- 5º Lugar Golden League Itália (2010)
- 9º Lugar Golden League Paris (2011)
- Medalha de Bronze Campeonato da Europa de Karate Shotokan (2003 e 2009);[16][17]

Ex-atleta de alto rendimento, com estatuto atribuído pelo Instituto do Desporto de Portugal (IDP), atual IPDJ, foi condecorado com a Medalha de Mérito Desportivo pela Câmara Municipal de Santo Tirso e recebeu um voto de louvor da Câmara Municipal de Vizela.
Em 2003, recebeu o Prémio de Personalidade do Ano, atribuído pela Confederação do Desporto de Portugal.
Em 2012, foi nomeado Embaixador para a Ética no Desporto, pelo PNED/IPDJ, tendo em 2015 aceite o cargo de Selecionador Regional da Seleção Nacional de Karate de Portugal da FNK-P, lugar que ocupa até à presente data, conjuntamente com o cargo de treinador de vários clubes.
Atualmente, conjuntamente com o PNED, percorre o país em palestras e ações sobre o tema da ética e valores no desporto.
Em 2019, foi agraciado com uma menção honrosa na 7ª edição do prémio de imprensa "Desporto com ética/2018", atribuído na cerimónia anual de entrega de prémios do CNID.
Em 2020, ganhou o 2º prémio na 8ª edição do prémio de imprensa "Desporto com ética/2019".
Em 2022, ganhou o 1º prémio na 10ª edição do prémio de imprensa "Desporto com ética/2021".

## Profissão
Paralelamente à sua carreira desportiva, Jorge Machado licenciou-se em Direito, pela Faculdade de Direito da Universidade do Porto, é Pós Graduado em Gestão Autárquica e Mestre em Gestão Desportiva, pela FADEUP.
Tem por experiências profissionais o exercício da profissão de advogado, gestor e consultor.
É jurista de profissão, gestor desportivo e autor dos livros "Planos estratégicos de desenvolvimento desportivo municipal" e "Ensaios sobre Ética no Desporto, ambos editados pela Prime Books e Livro da Mão. 